# 舞炯恩
舞炯恩·加以法利得（1994年6月20日—），台灣原住民排灣族創作歌手、演員、音樂創作人、編曲師。曾於選秀節目《超級接班人》擔任編曲製作。

## 經歷
2016年11月20日，藏雲娛樂簽約藝人舞炯恩創作之《擁抱世界擁抱你》，透過I-WANT星勢力演唱，參與2017年夏季世界大學運動會所舉辦之主題曲徵選比賽進入總決選，並於最後得到冠軍。
2018年7月15日，電影《阿莉芙》榮獲台北電影節最佳新演員獎。
2018年8月26日，舞炯恩以排灣語創作《烙席辣》參加2018年臺灣原創流行音樂大獎獲得亞軍。
2020年8月30日，舞炯恩與金秀麗以魯凱語及排灣語創作之《Yugi先跳再說》參加2020年臺灣原創流行音樂大獎獲得亞軍、最佳現場表演獎。
2020年10月31日，舞炯恩與吳美婷（Kivi Pasulivai）以排灣語創作之《Aiyanga誰能了解我的心》參加2020年斜坡上的藝術節樂團大賽榮獲亞軍。
2020年11月30日，舞炯恩以全排灣族語發行首張創作迷你專輯《Apaz根》。
2023年10月31日，發行第二張專輯《Vusam種子》，此專輯入圍第35屆金曲獎年度專輯獎、最佳原住民語專輯獎及最佳原住民語歌手獎。

## 音樂作品

### 單曲
- 〈擁抱世界擁抱你〉（2017年） 2017年夏季世界大學運動會主題曲
- 〈奔跑吧！孩子〉（2017年） 2017年泰雅族運動會主題曲
- 〈烙席辣〉（2018年） 臺灣流行原創音樂大獎
- 〈撿到槍〉（2020年）
- 曾瑋中〈你是誰〉（2021年）

### 專輯
- 《Apaz根》（2020年）首張全創作原住民語專輯
- 《Vusam種子》（2023年）

## 演出作品

### 電影
| 年份 | 電影   | 角色          | 導演   | 備註 |
| ---- | ------ | ------------- | ------ | ---- |
| 2017 | 阿莉芙 | 阿莉芙/阿利夫 | 王育麟 |      |

## 獲獎與提名
| 年份 | 頒獎典禮                 | 獎項               | 作品               | 結果 |
| 2016 | 2017年夏季世界大學運動會 | 世大運主題曲│冠軍  | 《擁抱世界擁抱你》 | 獲獎 |
| 2018 | 第58屆亞太影展           | 最佳新人獎         | 《阿莉芙》         | 提名 |
| 2018 | 臺北電影獎               | 最佳新演員         | 《阿莉芙》         | 獲獎 |
| 2021 | 第12屆金音創作獎         | 最佳另類流行專輯獎 | 《根》             | 提名 |
| 2024 | 第35屆金曲獎             | 年度專輯獎         | 《Vusam種子》      | 提名 |
| 2024 | 第35屆金曲獎             | 最佳原住民語專輯獎 | 《Vusam種子》      | 提名 |
| 2024 | 第35屆金曲獎             | 最佳原住民語歌手獎 | 《Vusam種子》      | 提名 |

## 外部連結
- 舞炯恩·加以法利得的Facebook專頁
- 舞炯恩·加以法利得的Instagram專頁
- 舞炯恩·加以法利得的Youtube頻道 （页面存档备份，存于）